# هرمان مولر بويي
هرمان مولر بويي (بالدنماركية: Hermann Møller Boye)‏ هو مدرس دنماركي، ولد في 5 يونيو 1913 في Marstal ‏ في الدنمارك، وتوفي في 12 يونيو 1944 في Ryvangs Allé ‏ في الدنمارك.